# Bigger Than the Whole Sky
"Bigger Than the Whole Sky" é uma canção da cantora e compositora norte-americana Taylor Swift. É uma faixa bônus da edição estendida exclusiva para streaming de seu décimo álbum de estúdio, Midnights (2022), intitulada 3am Edition, que foi lançada de surpresa três horas após o lançamento inicial do álbum em 21 de outubro de 2022, através da Republic Records. Foi escrita e produzida por Swift e Jack Antonoff.

## Antecedentes
Em 28 de agosto de 2022, Taylor Swift anunciou seu décimo álbum de estúdio, Midnights, com lançamento previsto para 21 de outubro de 2022. A lista de faixas não foi revelada imediatamente. Jack Antonoff, um colaborador de longa data de Swift que trabalhou com ela desde seu quinto álbum de estúdio, 1989 (2014), foi confirmado como produtor em Midnights através de um vídeo postado na conta de Swift no Instagram em 16 de setembro de 2022, com a legenda "The making of Midnights".
Em 21 de outubro de 2022, Midnights foi lançado às 00:00 EDT. Três horas depois, às 3:00 AM EST, Midnights (3am Edition) foi lançado, contendo "Bigger Than the Whole Sky".

## Composição e letra
A música é sobre mágoa após um evento significativo. Embora o significado da música seja ambíguo, alguns ouvintes sentiram uma conexão em relação aos abortos espontâneos que sofreram, com muitos usando a música para compartilhar suas experiências no TikTok e outras plataformas de mídia social. Alguns ouvintes compararam a música com o single de Swift, "Ronan" (2012).
O primeiro verso incorpora letras sobre estar "doente de tristeza". O refrão alude ao luto por alguém que Swift nunca conheceu. O segundo verso é sobre culpa. O segundo verso também menciona a religião como possivelmente desempenhando um papel na perda. Na música, Swift usa um "registro superior ofegante" para cantar a palavra "adeus". A escritora Shirley Li do The Atlantic descreveu a música como elegíaca.

## Tabelas musicais
| Tabela musical (2022)                    | Melhor posição |
| ---------------------------------------- | -------------- |
| Canadá (Canadian Hot 100)                | 20             |
| Global 200 (Billboard)                   | 22             |
| Grécia (IFPI)                            | 65             |
| Hungria (Single Top 40)                  | 31             |
| Filipinas (Billboard)                    | 19             |
| Portugal (AFP)                           | 68             |
| Suécia - Heatseeker (Sverigetopplistan)  | 13             |
| Reino Unido - UK Audio Streaming (OCC)   | 35             |
| Reino Unido - UK Singles Downloads (OCC) | 9              |
| Reino Unido - UK Singles Sales (OCC)     | 12             |
| Estados Unidos - Billboard Hot 100       | 21             |
| Vietnã (Vietnam Hot 100)                 | 60             |